# Yim Si-wan
Pour les articles homonymes, voir Yim.
Dans ce nom coréen, le nom de famille, Yim, précède le nom personnel Si-wan.
Im Ung-jae, dit Yim Si-wan (hangeul : 임시완 ; hanja : 任時完 ; RR : Im Siwan ; MR : Im Siwan), est un chanteur et acteur sud-coréen, né le 1er décembre 1988 à Pusan (Gyeongsang du Sud).
Il est l'un des neuf membres du boys band sud-coréen ZE:A.

## Biographie
Im Ung-jae (hangeul : 임웅재 ; RR : Im Ungjae ; MR : Im Ungjae) naît le 1er décembre 1988 à Pusan, dans la province de Gyeongsang du Sud.
Il fréquente le lycée de Busan Gudeok, l'université nationale de Busan, l'université des arts de radiodiffusion est et étudie actuellement au collège d'information de Woosong.
Il a légalement changé son prénom de Ung-jae à Si-wan avant ses débuts.

## Filmographie

### Longs métrages
- 2011 : Ronin Pop (로닌 팝) de Matsuda Keita : Lee
- 2013 : Misaeng (미생 프리퀄) de Kim Tae-hee et Son Tae-gyum : Jang Geu-rae
- 2013 : The Attorney (변호인) de Yang Woo-seok : Park Jin-woo
- 2016 : A Melody to Remember (오빠 생각) de Lee Han : Han Sang-ryeol
- 2017 : One Line (원라인) de Yang Kyeong-mo : Min-jae
- 2017 : Sans pitié (불한당: 나쁜 놈들의 세상) de Byun Sung-hyun : Jo Hyeon-soo
- 2021 : Défense d'atterrir (비상선언) de Han Jae-rim : Jin-seok
- 2023 : Unlocked (스마트폰을 떨어뜨렸을 뿐인데)) de Kim Tae-joon : Oh Jun-yeong
- 2023 : Honey Sweet (달짝지근해: 7510)) de Lee Han : celui de la sérénade (caméo)
- 2023 : Road to Boston (보스턴 1947)) de Kang Je-gyu : Suh Yun-bok
- prévu en 2025 : Mantis (사마귀)) de Lee Tae-sung : Han-wool

### Court métrage
- 2013 : Incomplete Life: Prequel (미생 프리퀄) de Son Tae-gyum : Jang Geu-rae

### Séries télévisées
- 2010 : Prosecutor Princess (검사 프린세스) : un garçon du club (caméo ; saison 1, épisode 2)
- 2010 : Marry Me, Please (결혼해주세요) : le stagiaire (caméo ; saison 1, épisode 18)
- 2010 : Gloria (글로리아) : le chanteur en plein entrainement (caméo ; 2 épisodes)
- 2012 : Moon Embracing the Sun (해를 품은 달) : Heo Yeom, jeune
- 2012 : Man from the Equator (적도의 남자) : Lee Jang-il, jeune
- 2012 : Standby (스탠바이) : Lim Si-wan
- 2012 : Reply 1997 (응답하라 1997) : le frère ainé de ROTC (caméo ; saison 1, épisode 4)
- 2013 : A Bit of Love (일말의 순정) : Jeong Woo-seong, jeune
- 2013 : Waiting for Love (연애를 기대해) : Jeong Jin-geok
- 2014 : Triangle (트라이앵글) : Jang Dong-woo / Yoon Yang-ha
- depuis 2014 : Misaeng (미생) : Jang Geu-rae
- 2017 : The King Loves (왕은 사랑한다) : le roi Wang-won
- 2019 : Strangers from Hell (타인은 지옥이다) : Yoon Jong-woo
- 2020 : Run On (런 온) : Ki Seon-gyeom
- 2022 : Tracer (트레이서) : Hwang Dong-joo
- 2022 : Thirty-Nine (서른, 아홉) : Lim Si-wan (caméo ; saison 1, épisode 10)
- 2022 : Summer Strike (아무것도 하고 싶지 않아) : Ahn Dae-beom
- 2022 : Missing: The Other Side (미씽: 그들이 있었다) : l'homme mystérieux (caméo ; saison 2, épisode 14)
- 2023 : Boyhood (소년시대) : Jang Byeong-tae
- 2024-2025 : Squid Game (오징어 게임) : Lee Myeong-gi, no 333

### Clips vidéos
- 2011 : Shooting Star, de Star Empire
- 2012 : Win the Day, de Team SIII
- 2012 : Secret Love, de Goo Ha-ra du groupe Kara
- 2012 : For a Year, de Zia
- 2012 : La La La, de ZE:A (pour la fondation de la nourriture coréenne)

## Voxographie
- 2014 : Rio 2 de Carlos Saldanha : Blu

## Théâtre
- 2013 : Joseph and the Amazing Technicolor Dreamcoat (요셉 어메이징 테크니컬러 드림코트) : Joseph (19 février-12 mars à Séoul)

## Discographie
- 2014 : But Still.. So..
- 2017 : My Heart

## Récompenses et nominations
| Année | Titre                                     | Catégorie                               | Travail nommé                                | Résultat   |
| ----- | ----------------------------------------- | --------------------------------------- | -------------------------------------------- | ---------- |
| 2012  | 48e Baeksang Arts Awards                  | Most Popular Actor (TV)                 | Moon Embracing the Sun                       | Nomination |
| 2012  | 6e Mnet 20's Choice Awards                | 20's Booming Star                       | Moon Embracing the Sun                       | Nomination |
| 2012  | 5e Korea Drama Awards                     | Best New Actor                          | Moon Embracing the Sun                       | Nomination |
| 2012  | 12e MBC Entertainment Awards              | Best Newcomer in a Sitcom               | Standby                                      | Lauréat    |
| 2012  | 31e MBC Drama Awards                      | Best New Actor                          | Moon Embracing the Sun                       | Nomination |
| 2012  | 31e MBC Drama Awards                      | Popularity Award                        | Moon Embracing the Sun                       | Nomination |
| 2013  | 7e The Musical Awards                     | Best New Actor                          | Joseph and the Amazing Technicolor Dreamcoat | Nomination |
| 2014  | 9e Max Movie Awards                       | Best New Actor                          | The Attorney                                 | Lauréat    |
| 2014  | 9e Max Movie Awards                       | Best Supporting Actor                   | The Attorney                                 | Nomination |
| 2014  | 3e Marie Claire Film Awards               | Best New Actor                          | The Attorney                                 | Lauréat    |
| 2014  | 8e Asian Film Awards                      | Best Newcomer                           | The Attorney                                 | Nomination |
| 2014  | 50e Baeksang Arts Awards                  | Best New Actor (Film)                   | The Attorney                                 | Nomination |
| 2014  | 50e Baeksang Arts Awards                  | Most Popular Actor (Film)               | The Attorney                                 | Nomination |
| 2014  | 50e Baeksang Arts Awards                  | Best Fashionista Award                  | The Attorney                                 | Lauréat    |
| 2014  | 23e Buil Film Awards                      | Best New Actor                          | The Attorney                                 | Nomination |
| 2014  | 51e Grand Bell Awards                     | Best New Actor                          | The Attorney                                 | Nomination |
| 2014  | 51e Grand Bell Awards                     | Popularity Award                        | The Attorney                                 | Lauréat    |
| 2014  | 35e Blue Dragon Film Awards               | Best New Actor                          | The Attorney                                 | Nomination |
| 2014  | 35e Blue Dragon Film Awards               | Popularity Award                        | The Attorney                                 | Lauréat    |
| 2014  | 3e Korean Film Actor's Association Awards | Popularity Award                        | The Attorney                                 | Lauréat    |
| 2014  | 33e MBC Drama Awards                      | Best New Actor                          | Triangle                                     | Lauréat    |
| 2015  | 9e Cable TV Broadcasting Awards           | Best Actor                              | Misaeng                                      | Lauréat    |
| 2015  | 10e Asia Model Festival Awards            | Asia Special Award, Best Actor          | Misaeng                                      | Lauréat    |
| 2015  | 51e Baeksang Arts Awards                  | Best New Actor (TV)                     | Misaeng                                      | Lauréat    |
| 2015  | 51e Baeksang Arts Awards                  | Most Popular Actor (TV)                 | Misaeng                                      | Nomination |
| 2015  | 8e Korea Drama Awards                     | Top Excellence Award, Actor             | Misaeng                                      | Nomination |
| 2015  | 8e Korea Drama Awards                     | Actor Special Jury Prize                | Misaeng                                      | Lauréat    |
| 2015  | 4e APAN Star Awards                       | Excellence Award, Actor in a Miniseries | Misaeng                                      | Lauréat    |